# Tchädžo (Korjo)
Tchädžo (korejsky 태조, 31. ledna 877 Songak – 4. července 943 tamtéž), narozený s jménem Wang Kŏn (korejsky 왕건), byl zakladatelem dynastie Korjo vládnoucím stejnojmennému království v letech 918–943.
Narodil se v Songaku (송악, pozdější Käsŏng) do kupecké rodiny obchodující na Rjesŏnggangu v tehdejším království Sjednocená Silla. Jeho otci se podařilo na obchodování s Čínou velmi zbohatnout. V počátcích kariéry Wang Kŏna, které spadají do období pozdních třech království, se Silla nacházela v obtížné situaci, kdy královna Činsŏng postrádala autoritu a řada místních vůdců ji neuznávala. Na severozápadě mezi nimi vynikal Kung Je (pozdější král Tchäbongu) a na jihovýchodě Kjŏn Hwŏn, kterým se začalo dařit povstalce sjednocovat. V roce 895 dorazil Kung Je se svým vojskem do Songaku a Wang Kŏn i jeho otec se podřídili jeho autoritě. Wang Kŏn se stal součástí jeho vojska a brzy se stal pro Kung Je jeho oblíbeným generálem. V roce 900 vedl v oblasti Čchungdžu úspěšné tažení proti vojsku Pozdního Päkče. V roce 903 pokračovalo úspěšné námořní tažení u Nadžu.
V roce 913 se stal předsedou vlády nově vzniklého Tchäbongu. Kung následně ztratil podporu, když se začal prohlašovat za Buddhu a tvrdě pronásledovat ty, kdo s jeho pojetím náboženství nesouhlasili. Kromě mnoha mnichů nechal popravit i vlastní manželku s dvěma syny.
V roce 918 se proto dohodli čtyři generálové, Hong Ju, Pä Hjŏn-gjŏng, Sin Sung-gjŏm a Pok Či-gjŏm, že Kunga svrhnou a králem zvolí Wanga Kŏna. Kung je byl následně zabit v oblasti Čchorwonu, kde měl své hlavní město, a králem zvolen Wang Kŏn. Království přejmenoval na Korjo a přesunul hlavní město do Kägjongu.
V roce 927 Kjŏn Hwŏn dobyl Kjŏngdžu, hlavní město Silly, zabil krále, dosadil svého loutkového vládce a táhl se svým vojskem proti Korju. Tchädžo proti nemu rovněž vytáhl. V bitvě sice utrpěl drtivou porážku, ale království se po ní rychle zotavilo a v pozdějších obranných střetnutích už vítězilo.
V roce 935 dospěl král Silly Kjŏngsun k poznání, že zbytek jeho království je neudržitelný, a předal Tchädžovi vládu nad Sillou, který ho nad ní obratem učinil správcem.
V roce 936 se Tchädžovi podařilo dobýt Pozdní Päkče a sjednotil tím Koreu podobně, jako ji na vrcholu své moci sjednotila Sjednocená Silla.
Tchädžo zemřel následkem nemoci v 4. července 943 ve věku 66 let a na trůn po něm nastoupil jeho syn Hjedžong.